# Agrochola causta
Agrochola causta är en fjärilsart som beskrevs av Turati 1913. Agrochola causta ingår i släktet Agrochola och familjen nattflyn. Inga underarter finns listade i Catalogue of Life.